# جون فيريكير (فيكونت غورت السادس)
جون فيريكير (10 يوليو 1886 - 31 مارس 1946)، قائد عسكري بريطاني مخضرم ومن كبار ضباط الجيش البريطاني، شارك في الحرب العالمية الأولى والحرب العالمية الثانية عندما كان ضابطًا شابًا وحصل على وسام صليب فيكتوريا لأفعاله خلال معركة القناة الشمالية. خلال الثلاثينيات من القرن الماضي شغل منصب رئيس الأركان العامة الإمبراطورية (الرئيس المحترف للجيش البريطاني). اشتهر بقيادته قوة المشاة البريطانية التي أُرست إلى فرنسا في العام الأول من الحرب العالمية الثانية، ليتم إجلاؤها من دونكيرك في العام التالي. شغل فيريكير فيما بعد منصب حاكم جبل طارق ومالطا والمفوض السامي لفلسطين وشرق الأردن.

## وصلات خارجية
- جون فيريكير، فيكونت غورت السادس على موقع مونزينجر (الألمانية)

- Hansard 1803–2005: contributions in Parliament by the Viscount Gort
- Location of grave and VC medal (Kent)